# 吕贝尔西
吕贝尔西（法語：Rubercy，法語發音：[ʁybɛʁsi] ⓘ）是法国卡尔瓦多斯省的一个市镇，属于巴约区。

## 地理
吕贝尔西（49°17'0"N, 0°52'45"W）面积5.54 平方千米，位于法国诺曼底大区卡爾瓦多斯省，该省份为法国西北部沿海省份，北濒大西洋英吉利海峡，东北与滨海塞纳省以海上边界相接，东临厄尔省，南至奧恩省，西与芒什省接壤。
与吕贝尔西接壤的市镇（或旧市镇、城区）包括：贝尔内斯克、贝桑地区芒德维尔、圣马丹德布拉尼、桑镇、索内、特雷维耶尔。

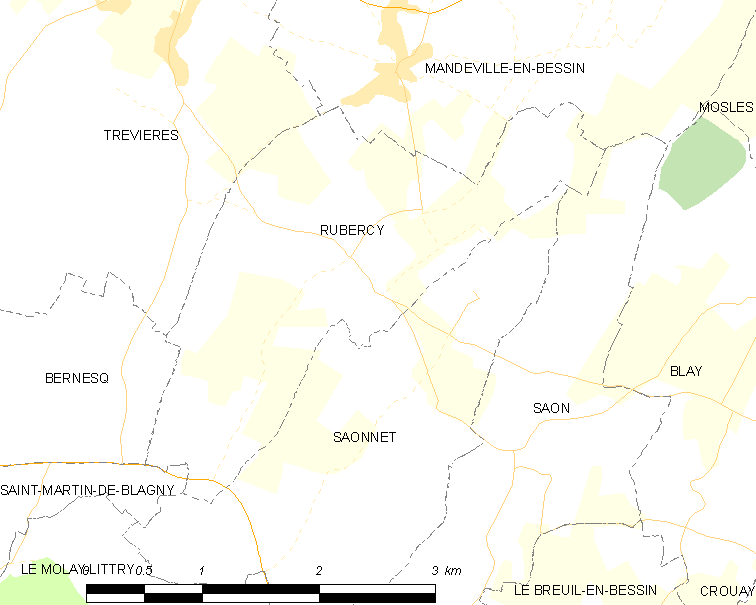
吕贝尔西的OSM定位图

吕贝尔西的时区为UTC+01:00、UTC+02:00（夏令时）。

## 行政
吕贝尔西的邮政编码为14710，INSEE市镇编码为14547。

## 政治
吕贝尔西所属的省级选区为特雷维耶尔县。

## 人口

1962-2008年间吕贝尔西人口变化图示

吕贝尔西于2022年1月1日时的人口数量为151人。